# The Mirror Crack'd
The Mirror Crack'd (bra: A Maldição do Espelho; prt: Espelho Quebrado) é um filme de mistério britânico de 1980 dirigido por Guy Hamilton a partir de um roteiro de Jonathan Hales e Barry Sandler, baseado no romance de Miss Marple de Agatha Christie, The Mirror Crack'd from Side to Side (1962). É estrelado por Angela Lansbury, Geraldine Chaplin, Tony Curtis, Edward Fox, Rock Hudson, Kim Novak e Elizabeth Taylor. As cenas foram filmadas no Twickenham Film Studios, Twickenham, Londres e em locações em Kent.

## Elenco
- Angela Lansbury como Miss Jane Marple
- Elizabeth Taylor como Marina Gregg-Rudd
- Rock Hudson como Jason Rudd
- Tony Curtis como Martin "Marty" N. Fenn
- Kim Novak como Lola Brewster
- Geraldine Chaplin como Ella Zielinsky
- Edward Fox como Inspetor Dermot Craddock (sobrinho de Jane)
- Charles Gray como Bates, o mordomo
- Richard Pearson como Doutor Haydock
- Wendy Morgan como Cherry
- Margaret Courtenay como Sra. Dolly Bantry
- Marella Oppenheim como Margot Bence
- Maureen Bennett como Heather Babcock
- Carolyn Pickles como Srta. Giles
- Eric Dodson como Major
- Charles Lloyd-Pack como Vigário
- Thick Wilson como prefeito
- Pat Nye como a prefeita
- Peter Woodthorpe como Mestre Escoteiro
- Norman Wooland como médico legista
- Richard Leech como diretor de fotografia
- Sam Kydd como técnico de filme
- Pierce Brosnan como ator interpretando Jamie (sem créditos) na cena cerca de 76 minutos depois.

Além disso, Anthony Steel, Dinah Sheridan, Nigel Stock, Hildegard Neil, John Bennett e Allan Cuthbertson estão entre os atores que aparecem em Murder at Midnight, um filme 'teaser' em preto e branco exibido no início do filme. Natalie Wood foi originalmente escolhida para interpretar o papel desempenhado por Elizabeth Taylor.
Margaret Courtenay apareceu mais tarde na adaptação para a TV da BBC The Mirror Crack'd from Side to Side, estrelada por Joan Hickson como Miss Marple.

## Produção
O romance foi publicado em 1962. Em 1977, a Warner Bros. anunciou que Helen Hayes interpretaria Miss Marple nas adaptações de A Caribbean Mystery e The Mirror Crack'd.
Os direitos cinematográficos de Mirror passaram para John Brabourne e Richard Goodwin, que já haviam produzido adaptações de Murder on the Orient Express (1974) e Death on the Nile (1978). Em 1979 eles anunciaram que fariam o filme estrelado por Angela Lansbury que havia desempenhado um papel coadjuvante em Death on the Nile e estava aparecendo no palco em Sweeney Todd. A produção seria suspensa até que Lansbury terminasse sua participação no musical.
Em agosto de 1979, Brabourne sofreu ferimentos nas pernas na explosão de uma bomba que matou sua mãe, filho e sogro, Lorde Mountbatten. Mas ele prosseguiu com o filme.
Guy Hamilton recebeu o cargo de diretor. Ele disse aos produtores que não era fã dos romances de Agatha Christie e eles disseram que isso o tornaria ideal para o filme. Hamilton descreveu o roteiro como "muito engraçado".
O diretor de elenco Dyson Lovell disse que, como o filme se passa na década de 1950, "parecia uma boa ideia usar estrelas daquela época". Rock Hudson, Kim Novak, Tony Curtis e Elizabeth Taylor assinaram contrato para desempenhar papéis coadjuvantes. Taylor substituiu Natalie Wood. Curtis fez o filme depois de ser demitido da peça da Broadway I Ought to Be in Pictures.
Foi o primeiro filme de Taylor em três anos. Ela disse: “Há dois anos que digo que não voltaria ao cinema a menos que fosse algo que me intrigasse absolutamente e que não me afastasse do meu marido por muito tempo. Eu descobri exatamente isso em The Mirror Crack'd e estou ansioso para trabalhar com alguns amigos muito queridos novamente."
Houve uma série de filmes de Miss Marple na década de 1960, estrelados por Margaret Rutherford. Hamilton disse que Rutherford "era um palhaço divino, mas ela não era mais Miss Marple do que ... voar para a lua. Estamos fazendo Miss Marple de Miss Christie, uma pessoa mais séria, uma fofoqueira, um pouco esnobe. E ela não 'não caia da bicicleta no lago dos patos da vila."
Lansbury disse que desempenhou o papel de Marple "absolutamente correto. Estou tentando chegar à mulher que Agatha Christie criou: uma donzela eduardiana imbuída de grande humanidade e uma mente de tremenda amplitude. Ela é descrita com muita exatidão nos livros como alta, de pele pálida, olhos azuis brilhantes e cabelos brancos - nem um pouco gorda de criatura. Baseio meu desempenho nisso. Também no fato de que ela tem um tremendo estado de alerta e curiosidade aliados a um grande apetite por assassinato."
Lansbury assinou um contrato de três filmes, o que significa que a intenção era fazer mais dois Marples.

### Filmagem
St Clere Estate, em Heaverham, parte do distrito de Sevenoaks, em Kent, foi usada como a grande casa de Marina Rudd (Elizabeth Taylor) e de seu marido Jason (Rock Hudson). Ye Olde George Inn e uma ponte na Church Street em Shoreham são visíveis na produção, fazendo parte da vila de St Mary Mead. A vila de Smarden e a Igreja de São Miguel também servem como vila de St Mary Mead. Também durante as filmagens, a casa de campo 'Thatched House' em Smarden foi usada como casa de campo de Miss Marple. Smarden está localizado no distrito de Ashford, em Kent, e as tradicionais casas de palha e lojas da vila tornaram-no um local de filmagem perfeito. O filme foi rodado em um cronograma de dez semanas, de 12 de maio a 18 de julho de 1980.
“Foi divertido”, disse Curtis. "Um pedaço de bolo. Não precisei ficar todo suado como em Spartacus e me diverti." "Nunca me diverti tanto fazendo um filme", disse Novak. “Pode não ser o meu melhor papel, mas eu não tinha um executivo de estúdio respirando no meu pescoço, ditando cada movimento meu.”
Novak acrescentou que ela e Taylor “ambos tinham muitas falas engraçadas e mal-intencionadas para dizer um ao outro. Na vida real, essa maldade raramente existe em um set de filme, mas as atrizes certamente pensaram muito sobre isso. isso. É por isso que este filme foi tão divertido. " No entanto, seu retorno ao cinema foi apenas temporário. "Fazer algo de vez em quando, como The Mirror Crack'd, é bom e me faz sentir como a Cinderela no baile. Mas como uma dieta constante - de jeito nenhum."

### Título
O título - abreviado daquele usado para o livro de Christie - faz parte de uma frase de "The Lady of Shalott" do poeta inglês Alfred, Lorde Tennyson:
A teia voou e flutuou amplamente—
O espelho rachou de um lado para o outro;
"A maldição caiu sobre mim", gritou
A Senhora de Shalott.

### Teoria da inspiração
Os biógrafos teorizam que Christie usou um incidente na vida real do astro de cinema americano Gene Tierney como base para o enredo de The Mirror Crack'd from Side to Side. Em junho de 1943, enquanto estava grávida de sua primeira filha, Tierney contraiu sarampo alemão durante sua única aparição na cantina de Hollywood. Devido à doença de Tierney, sua filha nasceu surda, parcialmente cega com catarata e com graves deficiências de desenvolvimento. Algum tempo depois da tragédia em torno do nascimento de sua filha, a atriz soube por uma fã que a abordou para pedir um autógrafo em uma festa de tênis que a mulher (que na época era membro do ramo feminino do Corpo de Fuzileiros Navais) havia escapado da quarentena enquanto estava doente com sarampo alemão para conhecer Tierney em sua única aparição na Cantina de Hollywood. Em sua autobiografia, Tierney escreveu que depois que a mulher contou sua história: "Fiquei ali por um longo minuto. Não fazia sentido contar a ela sobre a tragédia que havia ocorrido. Virei-me e fui embora muito rapidamente. Depois disso, Eu não me importava se algum dia voltaria a ser a atriz favorita de alguém".
O incidente, bem como as circunstâncias em que a informação foi transmitida à atriz, é repetido quase literalmente na história de Christie; A experiência de vida de Tierney foi bem divulgada.

## Recepção
O filme foi considerado uma decepção de bilheteria nos Estados Unidos. Lansbury nunca reprisou sua atuação como Miss Marple.